# خنازير بحرية
خنازير البحر أو سمك يونس (الاسم العلميPhocoenidae) هي من فصيلة حيتانيات، وهي من الثدييات المائية، وهي حيوانات ترتبط بالدلافين، فتشابهها في بعض الخصائص، حيث أن كلاهما حيوانات ذهنية وتستخدم الأمواج الصوتية في التنقل، وتختلف خنازير البحر عن الدلافين بأنها ذات أنف مسطح ليس طويل، وبأنها ذات زعانف ظهرية ثلاثية، كما أنها أقصر طولًا منها فيتراوح طولها ما بين 1.5 مترًا إلى 2 متر، وتزن ما بين 50 كيلو غرام إلى 120 كيلو غرام، ولديها أسنان مختلفة الأشكال، وتتكون خنازير البحر من 6 أنواع تعيش في جميع المحيطات في العالم، فكل نوعٍ منها يعيش في مكان ما من العالم ويختلف عن بعضه البعض في خصائص ويتشابه في خصائص أخرى.

## الخصائص
الطول : 1.2 - 2.25 متر وذلك حسب النوع. الوزن : 30-160 كجم.

## التغذية
يختلف الغذاء الذي تتناوله خنازير البحر من نوع لآخر، ولكن أغلبها تتناول الأسماك والحبّار والأخطبوط والقشريات والعديد من الأسماك الأخرى.

## السلوك
تكون خنازير البحر في شكل قطعان من 2 - 20 لكن عادة ما يتكوّن القطيع من أربعة أفراد، تحمل الأنثى لمدة 11 - 12 شهرًا، ترزق بعدها بصغير واحد، ويعتبر الصغير بالغًا بعد مرور 4 - 7 سنوات حسب النوع، وقد يمتد به العمر من 12 - 23 سنة. يعتقد بأن لخنازير البحر ذخيرة كبيرة من الأصوات بما في ذلك الطقطقة التي تستخدم في تحديد مواقع الفرائس. وهناك ستة أنواع من خنازير البحر، وتتواجد في المياه الساحلية وتدخل في بعض الأحيان إلى المرافئ ومصبّات الأنهار، وغالباً ما تسبح لمسافات بعيدة داخل الأنهار. إن خنزير البحر المسمى بحوت الدال يعتبر من أكثر خنازير البحر نشاطاً واجتماعية وهي واحدة من الكائنات البحرية التي تجذبها السفن المتحركة، وتتواجد في شمال اليابان وعلى سواحل أمريكا الشمالية. كما أن حوت خنزير البحر آكل لحوم من الطراز الأول بالرغم من أن الأنواع المختلفة لها بعض الأغذية المتباينة فمثلاً حوت خنزير البحر عديم الزعانف يفضل القشريات بينما حوت خنزير البحر الدال يتغذّى على الحبّار، أما حوت خنزير البحر الشائع (المرافي) فيتغذّى على الأسماك مثل السردين والقد. وتتكون حيتان خنازير البحر في مجموعات صغيرة وفي بعض الأحيان تحوي المجموعة الواحدة على اثنين أو 4 أعضاء فقط ويغطس الحوت منفرداً بحثاً عن فريسته حيث أنها تتغذّى بصورة عامة على الأسماك، وإذا توفر عدد كبير منها فإن الحيتان تتجمع بشكل كبير لتتغذى على هذه الوليمة. إن معظم مظاهر صيد حيتان خنازير البحر تبدو فقط بواسطة النظر والسمع للأسماك إذ أنها لا تستخدم حاسة تحديد المواقع كثيراً كما تستخدمها الدلافين. وعند الأكل يمتلئ بلعوم ومعدة حوت خنزير البحر بالفرائس لأنها تبتلع بطولها أو يتم تقسيمها إلى قطع كبيرة. تُرضِع أنثى خنزير البحر عجلها لمدة 6 - 8 أشهر فقط، أما حوت خنزير البحر الدال فإن الرضاعة تستمر لأكثر من سنتين. وعادة ما تميل الأنثى التي لها عجل إلى الانفصال عن القطيع، لكنها ربما تنضم إلى أنثى أخرى لها عجل صغير أيضاً. ويسبح عجل خنزير البحر بشكل مستقيم مباشر أمام زعنفة أمه الظهرية، وعادة ما تبقى العجول مع أمهاتها بعد أن يتم فطامها عن الرضاعة.

## الموطن
يعيش خنزير البحر في المياه الساحلية حول مناطق المحيط الهادي الشمالي والمحيط الهندي الغربي وفي المياه المعتدلة شبه القطبية الجنوبية في أمريكا الجنوبية وحول جزر أوكلاند في نيوزيلندا.